# Dąbie
Dąbie (niekiedy także Dąbie nad Nerem) – miasto w województwie wielkopolskim, w powiecie kolskim, nad Nerem, w Kotlinie Kolskiej, siedziba władz miejsko-wiejskiej gminy Dąbie. W latach 1975–1998 miasto administracyjnie należało do województwa konińskiego. Dąbie należy do Związku Miast Polskich.
Według danych z 30 czerwca 2018 roku miasto liczy 2004 mieszkańców.
Dąbie leży w historycznej ziemi łęczyckiej. Uzyskało lokację miejską przed 1391 rokiem. Miasto królewskie w powiecie łęczyckim województwa łęczyckiego w końcu XVI wieku. Miasto rządowe Królestwa Kongresowego, położone w 1827 roku w powiecie łęczyckim, obwodzie łęczyckim województwa mazowieckiego.

## Historia

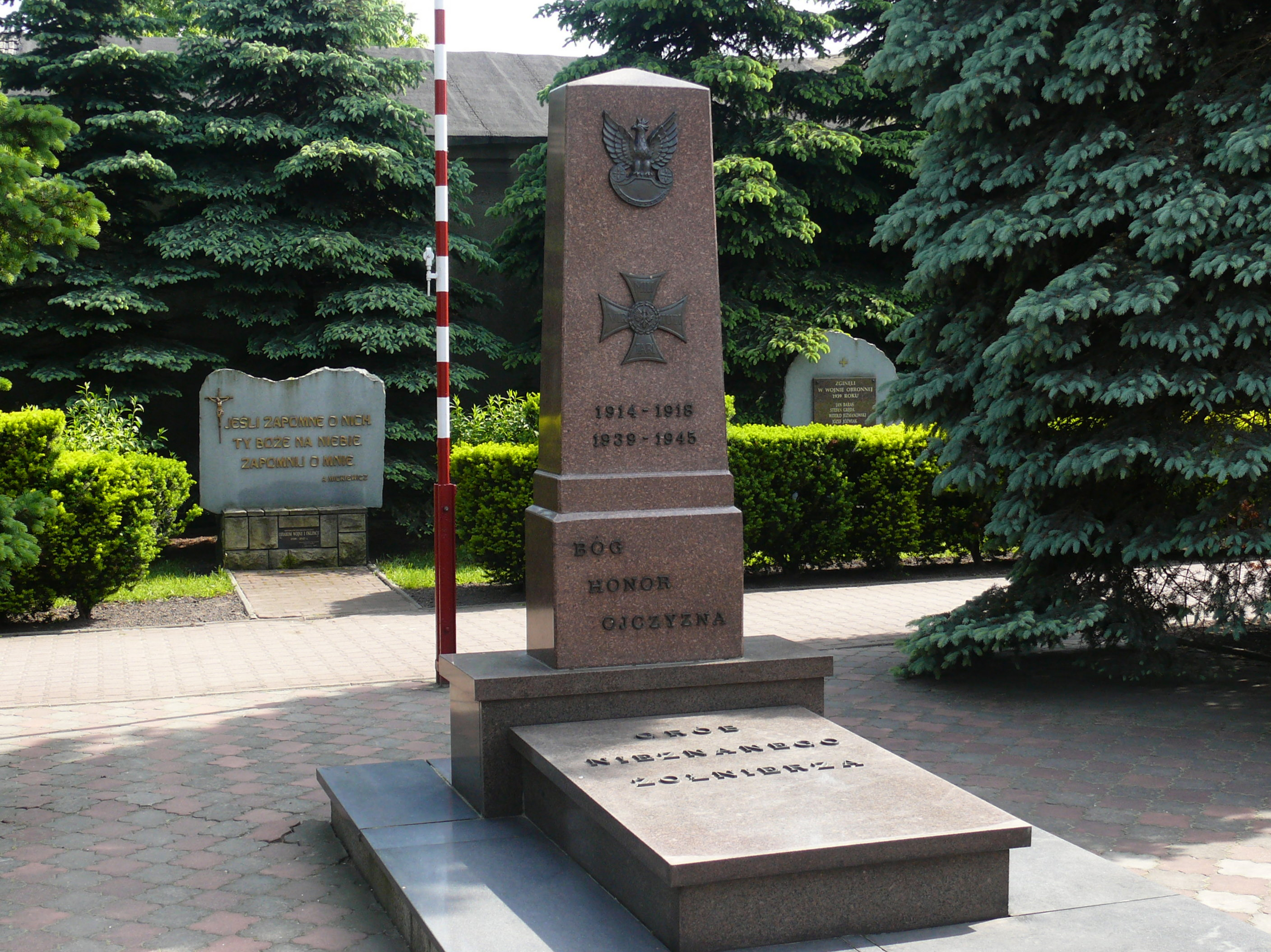
Grób nieznanego żołnierza

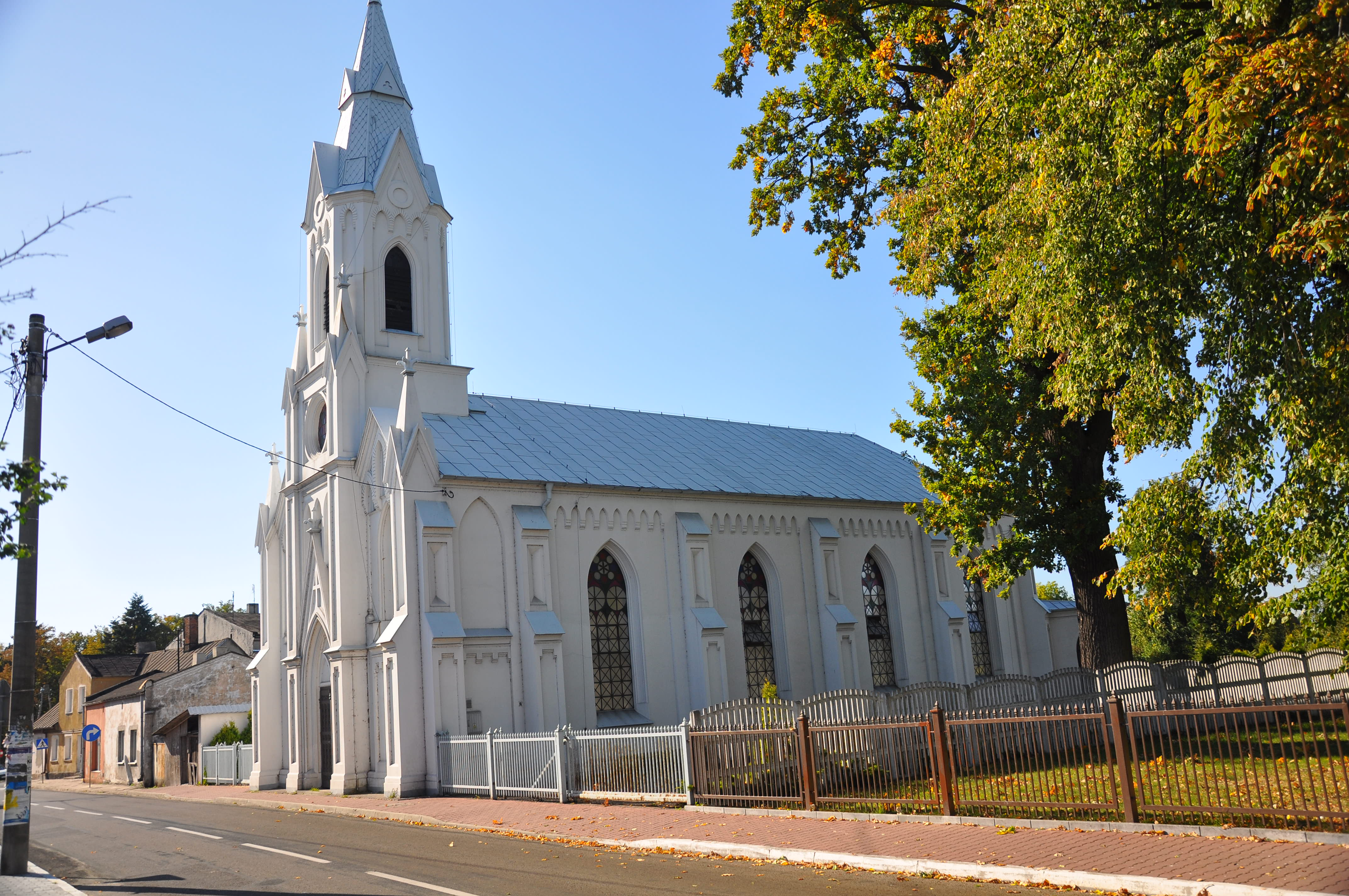
Kościół ewangelicki

Miejscowość wzmiankowana po raz pierwszy w 1232 r. jako własność klasztoru Norbertanek w Strzelnie. W dokumencie z 1397 r. nazwana miastem. Na prawie magdeburskim lokował Dąbie Władysław Jagiełło w 1423 r.; miasto stanowiło już wówczas własność królewską. Było niewielkim miasteczkiem, na wojnę polsko-krzyżacką wystawiło zaledwie jednego piechura. W 1578 roku był w mieście tylko jeden szynkarz, 2 rzeźników i 4 innych rzemieślników. Sytuacja gospodarcza miasta pogorszyła się jeszcze bardziej w wyniku potopu szwedzkiego. W 1774 r. liczyło ono tylko 300 mieszkańców. Pomyślny rozwój miasta, związany z rozkwitem produkcji rzemieślniczej, rozpoczął się w XIX wieku. Ludność miasta wzrosła do 998 osób w 1816 r. i do 1722 – w 1825 r. Dąbie było wówczas silnym ośrodkiem rzemieślniczym, w 1860 roku pracowały tu 43 warsztaty tkackie. W połowie XIX wieku poważną rolę w życiu miasta odgrywał również handel. 14 kwietnia 1864 r. w pobliżu miasta miała miejsce potyczka zbrojna powstańców z wojskami rosyjskimi. W 1902 r. Dąbie liczyło 4850 mieszkańców. Czynne tutaj wówczas były dwa młyny, istniała również spółka rolniczo-handlowa „Zorza”. W czasie I wojny światowej miasto zostało zniszczone w wyniku bitwy prusko-rosyjskiej. W okresie międzywojennym mieściło się tu kilka drobnych przedsiębiorstw przemysłowych, m.in.: pięć młynów, cztery wiatraki, destylarnia, browar i cegielnia. Część ludności znajdowała zatrudnienie także w rolnictwie. W roku 1939 władze niemieckie zmieniły nazwę miasta na Eichstädt. Latem 1940 roku okupanci niemieccy utworzyli w Dąbiu getto dla Żydów. W czasie okupacji niemieckiej wielu mieszkańców miasta pochodzenia żydowskiego zamordowano w pobliskim obozie zagłady Kulmhof w Chełmnie nad Nerem. Ograbiono kościół parafialny i całkowicie zniszczono synagogę. Dąbie zostało zajęte przez Armię Czerwoną 21 stycznia 1945 roku. Obecnie miasto stanowi zaplecze usługowo-handlowe dla rolniczej okolicy. W okresie PRL-u największymi zakładami przemysłowymi były: zakład produkcyjny Fabryki Osprzętu Samochodowego „Polmo” w Łodzi oraz zakład wikliniarsko-koszykarski Wielkopolskiego Przedsiębiorstwa Produkcji Wikliniarskiej „Las”.

## Zabytki

### Kościół

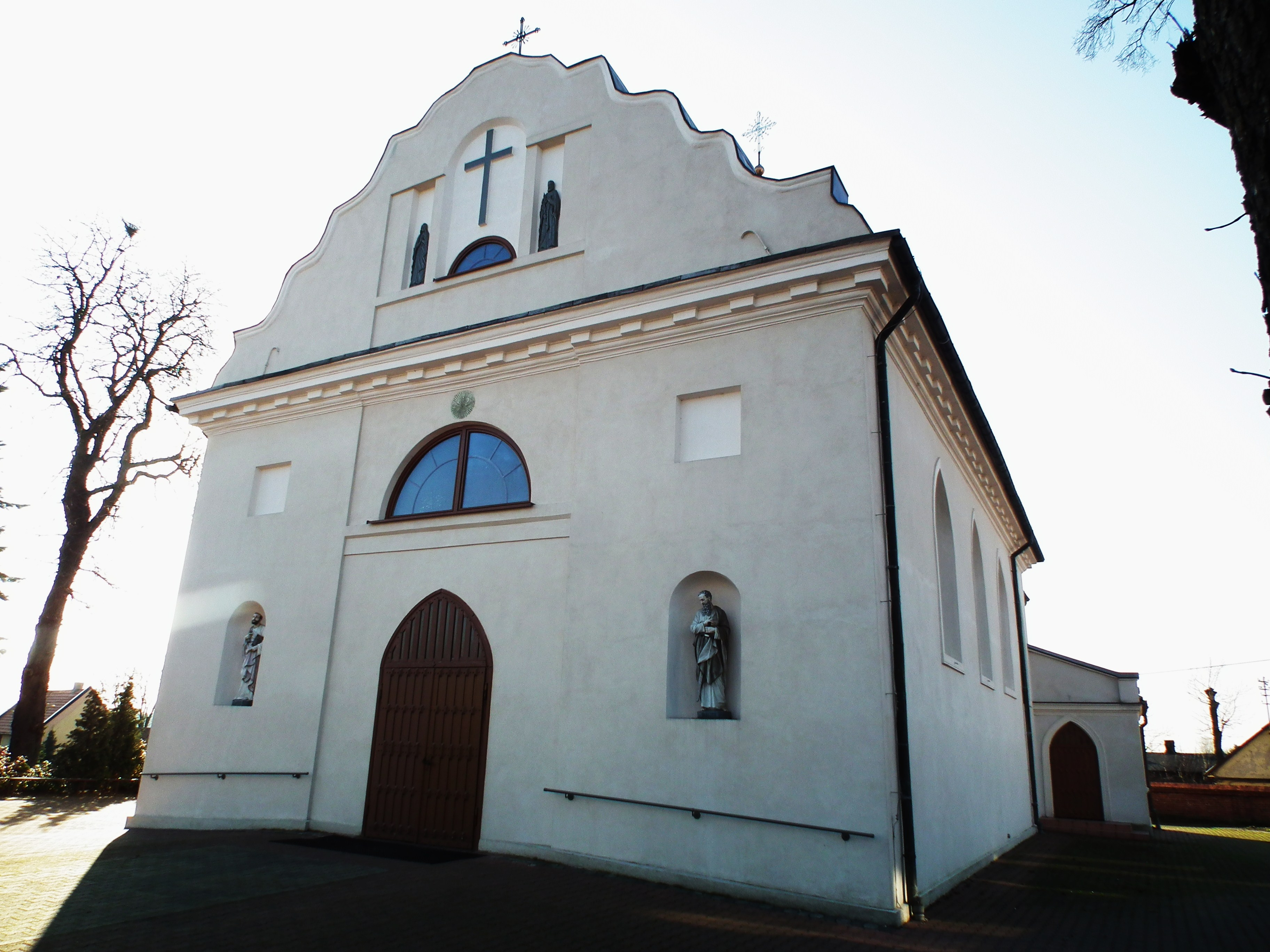
Kościół parafialny Świętego Mikołaja

Murowany kościół parafialny Świętego Mikołaja Biskupa wzniesiony został w latach 1807–1809 według projektu Hilarego Szpilowskiego. Poprzedni kościół wybudowany został w XVII wieku, z fundacji Celestyna Dunina, a spalony w 1793 r. Świątynię gruntownie odnowiono w 1948 r. Budynek orientowany, otynkowany. Kościół jednonawowy z węższym prezbiterium, zamkniętym prosto. Wewnątrz świątyni strop. Ponad dachem wznosi się wieżyczka na sygnaturkę. Elewacja zachodnia i szczyt mają charakter barokowy. Wyposażenie wnętrza głównie rokokowe. Ołtarz główny z obrazem Opłakiwanie, z herbem Podkowa i datą 1736. Okna ostrołukowe. Dwa konfesjonały rokokowe. Tablica nagrobna proboszcza dąbskiego Adama Wężyka z pierwszej połowy XIX wieku. Obok świątyni ustawiona jest murowana dzwonnica z XIX wieku. W jej osi znajduje się brama wiodąca na przykościelny dziedziniec.

### Ratusz
Dąbski ratusz zbudowany został w stylu klasycystycznym w 1814 r. Budynek murowany jest z cegły, otynkowany. Złożony z głównego budynku na planie kwadratu i dwóch wolnostojących prostokątnych pawilonów. Korpus główny ratusza jest dwukondygnacyjny, podpiwniczony, pięcioosiowy. Na osi wgłębny portyk dwukolumnowy w wielki porządku, z wejściem, nad którym znajduje się balkon. Przyziemie boniowane, między kondygnacjami gzyms kordonowy i parapetowy, gzyms wieńczący z ząbkowaniem. Dach czterospadowy z wystawką od frontu i cylindryczną wieżyczką w formie latarni zwieńczonej kopułą. Układ wnętrza trzytraktowy. W niektórych pomieszczeniach zauważalne są fasety.

### Kamienice

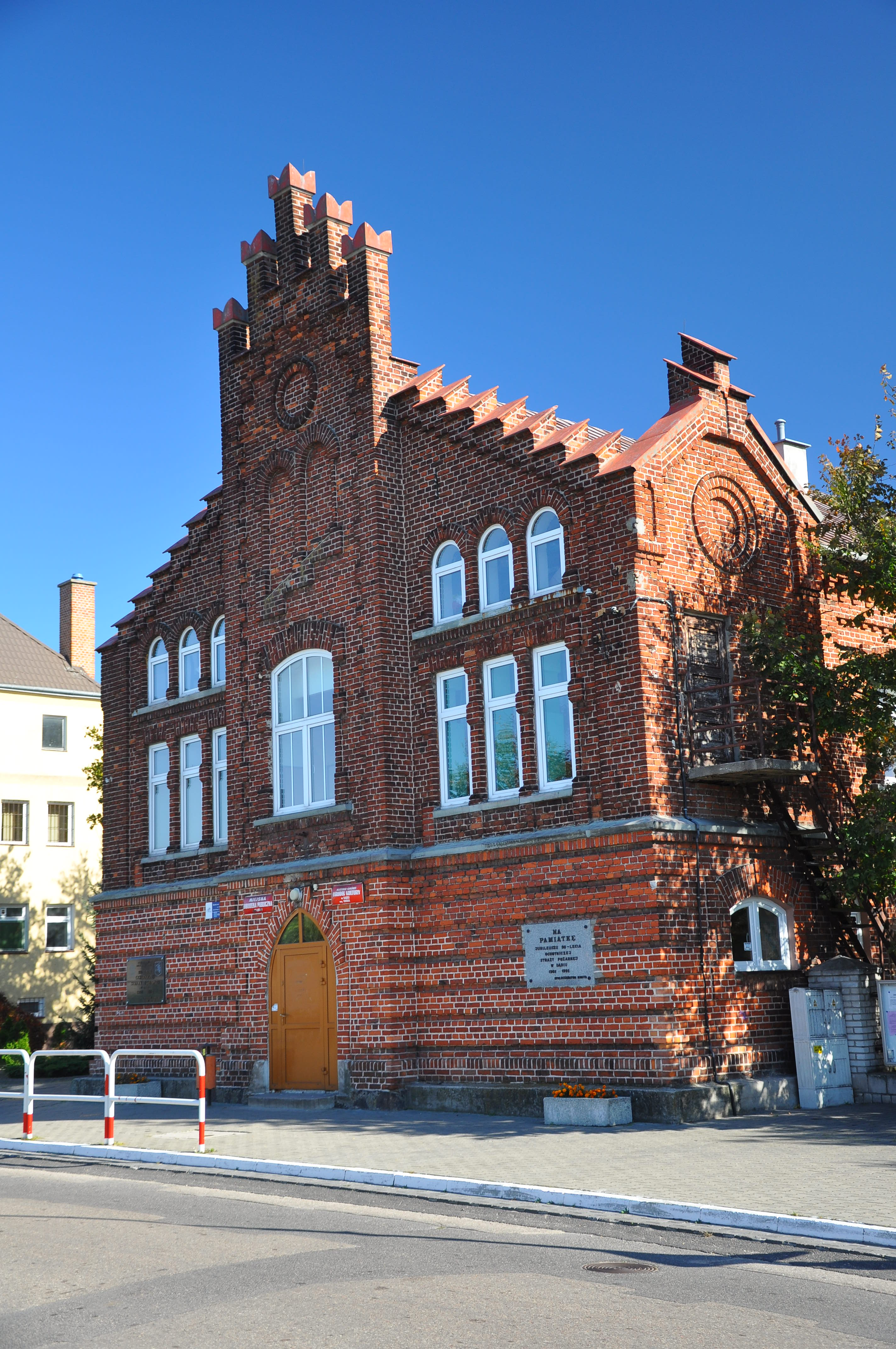
Miejsko-Gminny Ośrodek Kultury, były budynek strażnicy OSP z 1907 r.

W mieście zachowało się kilka domów klasycystycznych. Przy ulicy Kolskiej wznoszą się dwie analogiczne budynki ustawione kalenicowo naprzeciwko siebie. Domy te kryte są dachami naczółkowymi i mają wejścia ujęte kolumnami. Na fasadzie jednego z nich widnieje data 1828.

### Cmentarze
W Dąbiu istnieje także kilka zabytkowych cmentarzy:
- cmentarz rzymskokatolicki
- cmentarz ewangelicki
- cmentarz żydowski

## Demografia
Rekordowa liczba ludności w Dąbiu wynosiła 2198 mieszkańców (według danych z 31 grudnia 1998 roku). Według danych z 31 grudnia 2018 roku dąbian było tylko 2008. W 2020 roku populacja spadnie do 1979 mieszkańców. GUS prognozuje, że w Dąbiu w 2025 roku ma liczyć 1906 mieszkańców, w 2030 roku – 1863 mieszkańców. Natomiast w 2035 roku populacja spadnie do 1799 mieszkańców, w 2040 roku poziom ludności ma osiągnąć 1642 mieszkańców, w 2045 roku – 1527 mieszkańców. W 2050 roku Dąbie nie będzie miastem nawet półtoratysięcznym – wtedy zaledwie mówimy o 1484 mieszkańcach.
W rzeczywistości spis powszechny z 2021 określił liczbę mieszkańców na 1787, co oznacza 14,5% spadek w porównaniu z 2011

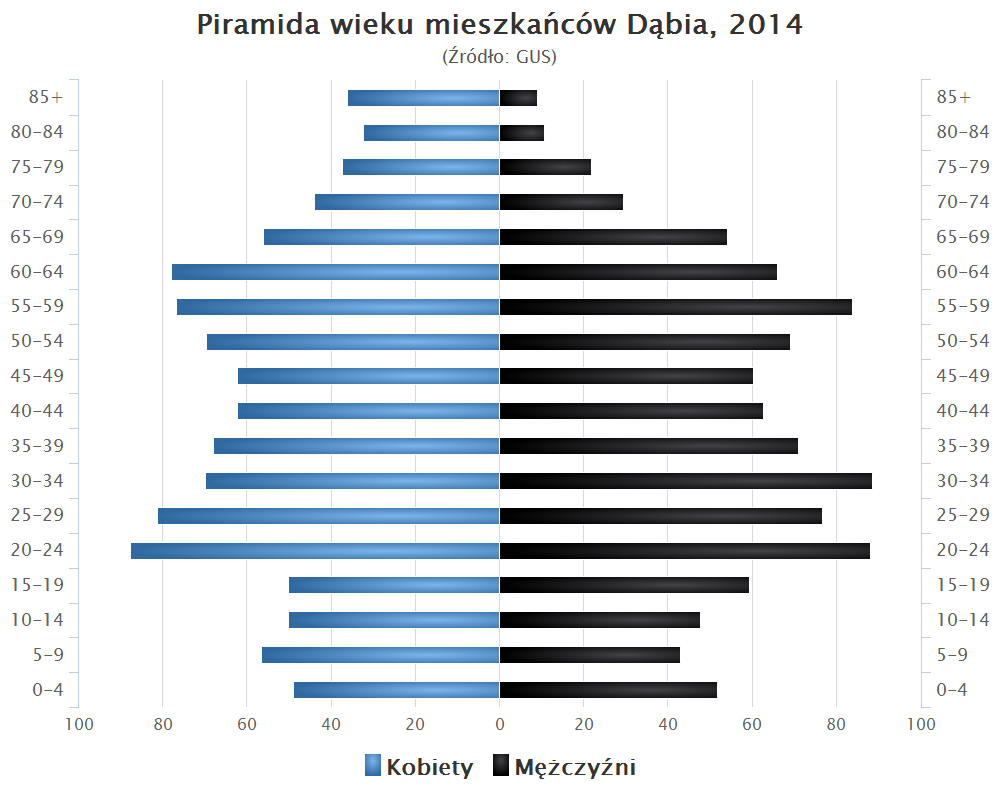
Piramida wieku mieszkańców Dąbia w 2014 roku

## Transport
Kilka kilometrów od miasta przebiega linia kolejowa tzw. Magistrala węglowa, łącząca Gdynię ze Śląskiem, na której znajduje się stacja kolejowa Dąbie nad Nerem. W Dąbiu rozpoczynała się, zlikwidowana obecnie, linia wąskotorowa Dąbie – Koło – Sompolno.
Dąbie jest znacznym węzłem drogowym. Krzyżują się tu drogi wojewódzkie i powiatowe:
- nr 263: Słupca – Kłodawa – Dąbie
- nr 473: Koło – Dąbie – Łask
- Droga powiatowa 2521E: Łęczyca – Grabów – Dąbie

Dwa kilometry na południe od miasta, przy drodze na Łask, znajduje się węzeł drogowy Dąbie ze zjazdem na autostradę A2, łączącą Łódź z Poznaniem.

## Kultura
W mieście działa Miejsko – Gminny Ośrodek Kultury, który zajmuje się kształtowaniem życia kulturalnego miasta i gminy. Działa przy nim wiele sekcji sportowych, plastycznych i tanecznych. Do najważniejszych wydarzeń w mieście należy coroczna organizacja m.in. finałów Wielkiej Orkiestry Świątecznej Pomocy, Dni Miasta i Gminy Dąbie oraz różnego rodzaju festynów i koncertów. Od 1995 roku w mieście działa Młodzieżowa Miejsko – Strażacka Orkiestra dęta oraz folklorystyczny zespół Nadnerzanki.

## Edukacja
Przedszkola:
- Przedszkole Miejskie

Szkoły podstawowe:
- Szkoła Podstawowa im. Jana Pawła II

Biblioteki:
- Biblioteka Publiczna przy Miejsko – Gminnym Domu Kultury

## Dąbskie Błota
Dąbskie Błota to kompleks łąkowo-błotny o powierzchni około 700 ha. Swym zasięgiem obejmuje miasto Dąbie, a także niektóre wsie, m.in. Krzewo, Domanin czy Wiesiołów. Został on włączony do sieci Natura 2000 jako obszar specjalnej ochrony ptaków – Pradolina Warszawsko-Berlińska oraz obszar specjalnej ochrony siedlisk – Pradolina Bzury i Neru. Dąbskie Błota to jeden z najwartościowszych terenów awifaunistycznych w całej dolinie Neru pomiędzy Łęczycą, a ujściem Warty. Ma on doskonałą lokalizację do rozwoju turystyki ornitologicznej (można tu obserwować ponad 100 gatunków ptaków). Można tu spotkać wiele gatunków ptaków. Teren ten to królestwo żurawi, chruścieli oraz czapli. Spotkamy tutaj także kszyki, rycyki, krwawodzioby, niezwykle płochliwe bociany czarne czy kuliki wielkie. Do najcenniejszych gatunków jakie bytują na terenie Dąbskich Błot należy wodniczka, zagrożony wyginięciem ptak z rzędu wróblowych.

## Sport

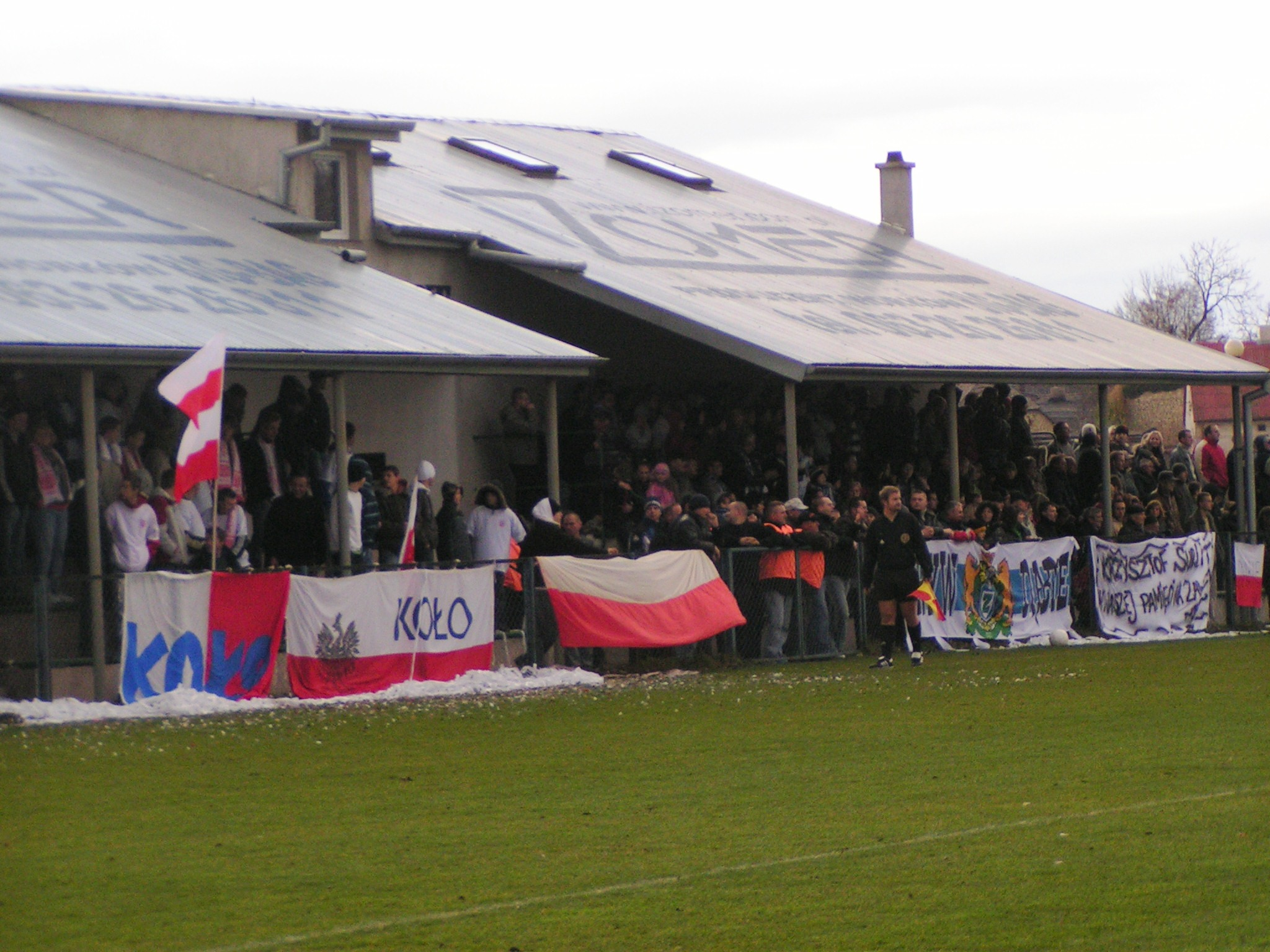
Stadion KP Zryw Dąbie, podczas meczu derbowego z Olimpią Koło

W Dąbiu działa Klub Piłkarski „Zryw”, który w sezonie 2020/2021 grał w klasie okręgowej, gr. wielkopolskiej III, po czym wycofał się z rozgrywek.
Wyniki klubu w ostatnich latach:
| Sezon   | Liga           | Poz. | M. | Pkt. | Mecze | Mecze | Mecze | Bramki | Bramki | Uwagi                       |
| Sezon   | Liga           | Poz. | M. | Pkt. | zw.   | rem.  | por.  | zdob.  | str.   | Uwagi                       |
| ------- | -------------- | ---- | -- | ---- | ----- | ----- | ----- | ------ | ------ | --------------------------- |
| 1999/00 | klasa okręgowa | 2.   | 26 | 60   | –     | –     | –     | 81     | 13     |                             |
| 2000/01 | klasa okręgowa | 1.   | 30 | 69   | –     | –     | –     | 92     | 36     | awans                       |
| 2001/02 | IV liga        | 11.  | 26 | 26   | 7     | 5     | 14    | 31     | 68     |                             |
| 2002/03 | IV liga        | 17.  | 34 | 18   | 4     | 6     | 24    | 33     | 98     | spadek                      |
| 2003/04 | klasa okręgowa | 3.   | 30 | 59   | 17    | 8     | 5     | 65     | 31     |                             |
| 2004/05 | klasa okręgowa | 7.   | 30 | 48   | 13    | 9     | 8     | 45     | 33     |                             |
| 2005/06 | klasa okręgowa | 7.   | 30 | 44   | 12    | 8     | 10    | 42     | 39     |                             |
| 2006/07 | klasa okręgowa | 6.   | 30 | 44   | 11    | 11    | 8     | 52     | 46     |                             |
| 2007/08 | klasa okręgowa | 2.   | 30 | 68   | 21    | 6     | 3     | 90     | 22     | awans                       |
| 2008/09 | IV liga        | 13.  | 32 | 41   | 11    | 8     | 13    | 38     | 51     | wygrane baraże o utrzymanie |
| 2009/10 | IV liga        | 11.  | 30 | 37   | 9     | 10    | 11    | 48     | 47     |                             |
| 2010/11 | IV liga        | 16.  | 30 | 9    | 2     | 3     | 25    | 11     | 43     | spadek                      |
| 2011/12 | klasa A        | 16.  | 30 | 43   | 14    | 1     | 15    | 73     | 61     | [ b ]                       |
| 2015/16 | klasa B        | 5.   | 14 | 16   | 5     | 1     | 8     | 49     | 33     |                             |
| 2016/17 | klasa B        | 1.   | 14 | 37   | 12    | 1     | 1     | 57     | 11     | awans                       |
| 2017/18 | klasa A        | 1.   | 24 | 57   | 18    | 3     | 3     | 66     | 33     | awans                       |
| 2018/19 | klasa okręgowa | 10.  | 28 | 38   | 11    | 5     | 12    | 47     | 52     |                             |
| 2019/20 | klasa okręgowa | 14.  | 15 | 11   | 2     | 5     | 8     | 20     | 36     | [ c ]                       |
| 2020/21 | klasa okręgowa | 11.  | 32 | 44   | 13    | 5     | 14    | 72     | 77     | [ d ]                       |

## Współpraca zagraniczna
W październiku 2008 roku gmina Dąbie podpisała dokumenty o umowie partnerskiej z gminą Wielka Dymerka na Ukrainie. Głównym celem tej umowy stało się rozwijanie współpracy na wielu płaszczyznach, m.in. kulturalnej, edukacyjnej, handlowej czy przemysłowej. Dzięki umowie gmina Dąbie prowadzi z gminą Wielka Dymierka wspólną wymianę młodzieży.